# Боян Петканчин
Боян Лазаров Петканчин (1907 – 1987) е изтъкнат български математик (геометър) и стенограф, академик на БАН.
Със своята разностранна дейност на учен, преподавател и организатор оставя трайни следи в развитието на българската математика, във висшето и средното образование. Повече от 60 години животът и дейността му са неразривно свързани със Софийския университет „Св. Климент Охридски“. Близо 30 години той полага големи усилия за развитието на Математическия институт при Българската академия на науките. Едновременно с това е член на изпълнителния комитет на Балканския математически съюз, председател на Българското физико-математическо дружество, член на редица редколегии на математически списания, главен редактор на „Доклади на Българската академия на науките“, член на редица научни съвети по математически науки, председател на комисии по образованието, редовен сътрудник на Комитета по стандартизация при Министерския съвет и на Стенографския институт.
Акад. Б. Петканчин е изключително популярна личност сред научните и просветните среди. Негови възпитаници са множество изтъкнати български математици, преподаватели от Софийския университет „Св. Климент Охридски“ и Пловдивския университет „Паисий Хилендарски“, в продължение на повече от 45 години той е начело на българската геометрия. На негово име е кръстена и математическата гимназия в град Хасково.

## Биография

### Детство и ученически години
Боян Петканчин е роден на 21 април (стар стил 8 април) 1907 г. в Пловдив в учителско семейство. Произхожда от известен род от Банско. Родът Петканчини съществува повече от две столетия. Името „Петканчин“ е необичайно и рядко срещано. Преди повече от 200 години един от прадедите на тази фамилия е носел името Петканчо.
Дядото на Боян – Тодор Лазаров Петканчин, бил твърде образован човек: владеел няколко езика; бил в Атина години; занимавал се с търговия и посещавал често Виена, Букурещ, Атина, Цариград и други градове. Благодарение на това, че майка му била учителска дъщеря и попска внучка, той получава и добро възпитание. Взема дейно участие по време на Освободителната война от 1877 – 1878 г., както и в Кресненско-Разложкото въстание през септември 1878 г. След неуспеха на въстанието, в резултат на което семейството се разорява, следва кратковременно емигриране от Банско в Добруджа, а по-късно и в Дупница.
Бащата на Боян – Лазар Тодоров Петканчин, е роден през 1872 г. Скоро след завръщането на осиротялото семейство в Банско, едва седемгодишен Лазар е изпратен да слугува в Зографския манастир в Света гора. Тук остава две години. Връща се в Банско и отново е слуга. След 1884 г. 2 – 3 години е кафеджия в София до 1887 г., когато брат му Иван го записва заедно с още две момчета от Банско за ученик в първи клас. Лазар показва голямо трудолюбие. След първите пет класа в Пловдив и Русе продължава образованието си в Кюстендилското педагогическо училище, което завършва през 1895 г. с много добър успех, похвално поведение и примерно прилежание. Същата година получава учителско място в Пловдив – за начален учител в квартал Мараша. В продължение на 16 години той се посвещава на учителското поприще и на извънучилищна културно-просветна дейност, прави много за развитието на просветното дело в Пловдив. Умира съвсем млад на 39-годишна възраст.
Ивана Лазарова Петканчин е родена в Севлиево и произхожда от семейство със средни възможности. След завършване на Търновската педагогическа гимназия, където е показала голямо старание и отличен успех, е поканена за начална учителка в Пловдив. По онова време будни просветни дейци от развиващи се градове са издирвали талантливи педагози и с материално подпомагане са ги кооптирали за работа при тях. Когато обаче Лазар и Ивана се оженват, те трябва да напуснат Пловдив, тъй като в голям град не се допускало едновременното учителстване на съпрузи. Двамата заминават на работа в Поповица. Бащата се връща в Пловдив, където намира по-благоприятни условия за изява на творческия си дух. Майката престава да учителствува и поема отглеждането и възпитанието на децата. Скромната учителска заплата на бащата обаче не достига и тя е принудена да започне отново работа като учителка в с. Коматево.
Едва навършил четири години, Боян Петканчин остава без баща и живее бедно с майка си, по-големия си брат и сестра си. Семейството заживява твърде оскъдно, но сговорно. Едно след друго трите деца минават през основното училище „П. Каравелов“ и Първа прогимназия. След това Тодор завършва Морското училище във Варна. Зорница завършва Девическата гимназия в Пловдив, след което учи в Софийския университет – специалност химия. Чрез конкурс заема учителско място в София. Съавтор е на учебници по химия за средните училища.
Като дете Боян проговаря късно, но после се развива бързо. Едва навършил четири години, той може да чете и пише и всичко е научил неусетно покрай кака си и батко си. Поради това тръгва на училище шестгодишен – една година по-рано, отколкото се предвиждало по онова време. Учи се отлично, лесно запаметява фактите. Обича много да разказва, да споделя прочетеното. Много контактен е, тих и послушен, неконфликтен.
След завършване на прогимназията Боян Петканчин постъпва в Пловдивската мъжка гимназия „Александър I“, носеща името на княз Батенберг. Това е първата гимназия в страната и „най-високият връх, до който достига развитието на българската просвета в епохата на Възраждането у нас“. Основаното през 1850 г. Пловдивско класно училище и прераснало през 1868 г. в Пловдивска гимназия изиграва историческа роля, като през 1860 г. слага началото на тържественото празнуване на деня на братята Кирил и Методий като национален празник. Възпитаници на Пловдивското класно училище са колосите на нашата национална революция Васил Левски и Любен Каравелов. В нея преподават Трайко Китанчев, Димитър Агура и др., които по-късно стават ръководни дейци на македоно-одринското движение. Възпитаници на училището са редица пламенни революционери като Гьорче Петров, Христо Татаров, Пейо Яворов и др. За издигане нивото на обучението в Пловдивската мъжка гимназия несъмнено голяма роля изиграва и привличането на много чуждестранни учени като Лукаш, братята Шкорпил, Антон Шоурек, Мърквичка, създателя на българската стенография Антон Безаншек и др. В списъка на учителите, преподавали тук, личат имената на много дейци на Възраждането като Петко Р. Славейков, Петко Каравелов.
В прогимназиалните класове Бойчо се увлича от насекомите. В IX и X клас проявява подчертани интереси към сферичната астрономия. В ясно време през нощта, на лунна светлина наблюдава звездното небе. Със свои съученици в продължение на часове, до ранни зори стои или ходи по покривите на къщите, следейки движението на небесните тела, и с помощта на звездна карта идентифицира някои от тях или цели групи.
В XI клас Бойчо проявява особено подчертани интереси към висшата математика. След като се увлича в звездния мир, започва да чете литература по астрономия и така стига до уравнението на Кеплер за определяне на ексцентричната аномалия при движението на небесно тяло по елиптична орбита. Простотата на уравнението и невъзможността да го реши със средствата на гимназиалната математика го впечатляват и той се насочва към висшата математика. Снабдява се с учебник по диференциално и интегрално смятане и започва да го изучава самостоятелно. Още преди да завърши гимназия, Бойчо успява да реши това уравнение по начин, подобен на използвания в астрономията. Това укрепва интереса му към тази наука. Като студент по математика посещава редовно лекциите по астрономия. Взема активно участие в семинарните упражнения по тази дисциплина и единствен от целия курс се заема с предложена задача за изчисляване на ефемеридите (таблица за координатите) на един новооткрит астероид.
Като гимназист Бойчо е изключително силен по всички по-важни предмети. Завършва гимназия с общ успех в дипломата отличен. По онова време пълното отличие е било изключително рядко явление. С училищната математика се справя блестящо. Още в седми клас Бойчо изучава със сестра си стенография и до края на живота си я използва системно. Веднага след завършване на гимназията с оглед да помогне на майка си в издръжката на семейството, а и заради своето бъдещо следване през двата летни месеца работи като стенограф в Пловдивския военен съд. В гимназията изучава немски език и го овладява много добре.

#### Студентски години и работа като асистент
През учебната 1925/1926 г. Боян Петканчин постъпва като студент по математика във Физико-математическия факултет на университета в София. Тогава приемането в университета се извършва чрез конкурс на базата на успеха от дипломата. По онова време преподаватели по математика в университета са професорите Антон Шоурек, Любомир Чакалов, Иван Ценов, Кирил Попов, Димитър Табаков и Никола Обрешков. Преподаването на математическите дисциплини по онова време се извършва от добре подготвени в научно отношение български математици, придобили в една или друга степен значителна международна известност и признати във водещи европейски центрове по математика.
Като студент Боян Петканчин редовно посещава лекциите и упражненията и взема най-активно участие при решаването на задачи. Според изказване на негови състудентки „той можел да решава веднага всички задачи, които се предлагат от преподавателите, за разлика от всички други студенти от курса“. Б. Петканчин е майстор в решаване на трудни нестандартни задачи, като някои от тях по-късно са отпечатани на страниците на списанието на Физико-математическото дружество.
Още на студентската скамейка той не само е забелязан от преподавателите си, а получава и неколкократно тяхното признание. След първата учебна година Б. Петканчин е удостоен от Съвета на преподавателите с първа награда от 500 лв. от фонда „Антон Шоурек“. Фондът "Антон Шоурек: е образуван след смъртта му по изразена от него молба. Съгласно неговата воля награда се дава за най-добре разработена тема по проективна и дескриптивна геометрия при явяване на изпит по тази дисциплина.
Боян Петканчин се дипломира още на първата сесия след завършване на семестриалното си образование – през учебната 1928/1929 г. с общ успех мн. добър (5). В онези години единици са били абсолвентите математици, които са се дипломирали на първата сесия. Оценката „много добър“ (5) е била максималната. Още през юли 1929 г. е единодушно избран от Съвета на преподавателите за асистент по геометрия. Започва с водене на упражнения по аналитична геометрия и дескриптивна геометрия. През следващата учебна година той отбива редовната си военна служба. Използва това време, за да работи упорито върху себе си: разширява математическата си подготовка, прави редица исторически проучвания в областта на математиката. Плод на тази му дейност са статиите от серията „Бележити математици“ в списанието на Физико-математическото дружество. След завършване на военната си служба Б. Петканчин продължава работата си като асистент по геометрия. Води упражнения по аналитична, дескриптивна, проективна и диференциална геометрия. От началото на учебната 1933/1934 г. води упражнения и по теория на функциите при Л. Чакалов.
Боян Петканчин е изключително изряден асистент. Това важи даже за първите години на асистентската му дейност. Овладял в детайли учебния материал, той отделя голямо внимание за подготовката на упражненията си. Рови се в чужди списания и сборници, от които заимствува съдържателни задачи. Съставя си „свой сборник“, който не издава – може би поради липса на време. Всяко негово упражнение започва с ясно поставена цел, повтаря се същественото и необходимото от лекциите, върху които предстои да се извърши упражнението. В това отношение проф. д-р С. Манолов споделя: „След лекциите на Табаков оставаха понякога доста неясни пунктове. На упражнения Петканчин за няколко минути оправяше нещата. После упражнението се провеждаше гладко.“

#### Стипендиант в Германия
В това време българската геометрия е твърде далеч от провеждането на фундаментални научни изследвания, занимаващи главните геометрични центрове в Европа. Идеите на Ф. Клайн за теоретико-груповото изграждане на геометрията, както и идеите на Риман за изграждане на геометрията на база на метрика не са популярни у нас. Поради това добре подготвеният талантлив математик трябва да търси помощ отвън. Впрочем така са стояли нещата и за всички други надеждни български математици. Те са изпращани в чужбина – главно в Германия, Франция или Италия, където намирали добра почва за развитие. Така става и с Б. Петканчин. С писмо на ректора на Софийския университет от 16.Х. 1934 г. се съобщава, „че се разрешава на Боян Петканчин едногодишен задграничен отпуск, който ще прекара с научна цел в Германия като стипендиант на Хумболтовата фондация“. И точно след 40 дни той се записва като специализант в Математико-природонаучния факултет на Хамбургския университет. Негов научен ръководител е проф. д-р Вилхелм Блашке, който по онова време е един от най-известните геометри в света. При проф. Блашке той слуша лекции по геометрични вероятности и по геометрични приложения на диференциалните уравнения заедно с упражнения, водени от Б. Келер. При проф. Е. Хеке слуша лекции по лебегов интеграл и посещава учебния семинар по изпъкнали тела и анализ. При проф. Ф. Ленц слуша лекции по квантова теория и оптика с упражнения. При проф. Р. Шор слуша лекции по сферична астрономия, които продължават и през следващия семестър. Слуша лекции по функции и групи при проф. Хеке, по неевклидова геометрия при Блашке, посещава учебния семинар на Блашке и Келер по приложения на теорията на диференциалните уравнения, посещава лекциите на проф. Ленц по термодинамика.
През тази година Петканчин хвърля изключително много сили за проучване на интегралната геометрия, както и за разработването на дисертационната си работа „Връзки между гъстотите на линейните подпространства в n-мерни пространства“. Дисертационният труд на Б. Петканчин прави впечатление с яснотата и краткостта на изложението. На осведомения читател ще направи голямо впечатление и фактът, че той показва голямо и задълбочено познаване на многомерната евклидова и неевклидова геометрия. Като вземе предвид подготовката му по геометрия от Софийския университет и обстоятелството, че преди заминаването си за Германия не се е занимавал сериозно с многомерна геометрия, човек може да си представи каква огромна дейност е извършил Петканчин по разширяване и усъвършенстване на специалната си подготовка по геометрия, както и по разработването на докторската си дисертация. Приятелят на Петканчин унгарският математик О. Варга след много години обича да разказва на своите ученици за безпримерното трудолюбие на Петканчин: „Блашке поставя задача пред семинара. Боян Петканчин се заема с решаването ѝ. Купува килограм кашкавал и 2 – 3 хляба и се заключва в квартирата си. След 2 – 3 дни задачата е решена. И това се е случвало няколко пъти.“
След едногодишен престой в Германия (по-точно от октомври 1934 до юни 1935 г.) Петканчин се връща в България, където продължава работата си като асистент, и след една учебна година през юни 1936 г. полага докторския си изпит в Хамбургския университет. В резултат на отлично положения изпит и представения дисертационен труд на 13.6.1936 г. е удостоен с научната степен „доктор на природните науки“.

## Научна кариера и преподавателска дейност
На 25 март 1941 г. Боян Петканчин е избран за редовен доцент при Катедрата по геометрия във Физико-математическия факултет. Вотът на Факултетния съвет е категоричен – избран е единодушно, което е твърде рядко в практиката на съвета в онези години. В рецензията на Д. Табаков четем: „Преди всичко при внимателното изучаване на неговите работи прави впечатление, че неговият дух е наклонен да се вълнува от въпросите за логическото обосноваване на математиката и особено на геометрията. Кандидатът питае един изключителен стремеж към строгото изграждане на геометриите. Това влечение се прозира ясно още в неговата първа работа „Аксиомите на проективната геометрия“, написана през последната година на неговото студентство. Втора работа в тоя дух е „Върху понятието посока“ 1937 г. Трета такава е „Върху понятието ъгъл“, 1939 г. В тия три труда се вижда отблясъкът на неговото неотклонно внимание към грижливо поставяне основите на геометрията. Нека споменем едно друго ценно качество на кандидата, което се отнася до облика на изложението му в неговите работи. Той си служи с един стил кратък, но съдържащ всички изисквания за една строга логичност в математиката; това до голяма степен той постига и с въвеждането на кратки и подходящи означения.“
Другият рецензент Л. Чакалов завършва рецензията си така: „От торния преглед на научната дейност на г. д-р Петканчин се вижда, че неговите геометрични трудове из областта на аксиоматиката са изработени със задълбочаване, прозорливост и пълнота, които са необходими за научни изследвания от този род. С тях г. П. доказва, че владее напълно тази отвлечена и мъчна област на математиката и е в състояние да твори в нея. Навсякъде изложението му е ясно, сбито и без отегчителни подробности.“
Във връзка с категоричния избор през 1941 г. на Боян Петканчин за доцент по геометрия заслужава да се отбележи, че той вече си е създал авторитет на сериозен учен с голяма математическа култура. Твърде много са решените от него нестандартни задачи на страниците на Списанието на Физико-математическото дружество през годините 1927 – 1940, задавани предимно от проф. Л. Чакалов и по-рядко от проф. Н. Обрешков, решението на много от които е изисквало усвояване на нови области на математиката. На страниците на това списание се появяват периодично негови статии от серията „Бележити математици“. През 1933 г. е публикувана статията „Числови системи с две единици“. Научнопопулярната статия „Някои екстремални задачи от триъгълника“ (1931) и днес е достойна за внимание от страна на ученици, студенти, учители и млади научни работници. Повече от десет години Б. Петканчин е член на ръководството на Физико-математическото дружество, по-точно член на контролния съвет (1931 – 1944). Б. Петканчин става член на Немското математическо дружество още през 1935 г. и членува в него до края на Втората световна война.
Новоизбраният доцент д-р Б. Петканчин започва да чете новата математическа дисциплина „Основи на математиката“. Едновременно с това той започва да чете и лекциите по проективна геометрия, а от следващата учебна 1942/1943 г. – и лекциите по дескриптивна геометрия. Внасянето на дисциплината „Основи на математиката“ в учебния план на специалността математика в Софийския университет допринася за съществено повишаване на подготовката на бъдещите учители по математика. Б. Петканчин я чете повече от 30 години. Лекциите по тази дисциплина, голямото педагогическо майсторство на Боян Петканчин, строгостта и съвършенството ѝ, както и мирогледният ѝ характер оставят трайни следи в съзнанието на всички студенти по математика.
На 28 октомври 1941 г. на разширено заседание на Факултетния съвет на Физико-математическия факултет по силата на една утвърдила се по онова време хубава традиция Б. Петканчин изнася встъпителната си лекция „Геометрии и връзки между тях“, която може да се характеризира като революционен акт в развитието на българската геометрия. В нея той анализира три основни пътя за изграждане на различни геометрии:
- аксиоматичен път, при който системата аксиоми на една геометрична дисциплина се видоизменя и така се стига до друга геометрия;

- теоретико-групов път, предложен от големия немски математик Ф. Клайн, при който геометрията е съвкупност от всички величини, фигури и свойства за тях, които са инвариантни при дадена група от преобразувания, действуващи върху някакво множество от елементи;

- аналитичен път по идея на великия немски математик Б. Риман, при който геометрията е учението за съвкупността от обекти, наречени точки, като е определена дължината на дъга от линия в разглежданата съвкупност.

В своето научно творчество Б. Петканчин следва първите два пътя. Определено може да се каже, че по онова време опирането на кой да е от тях за България е било новост. В резултат от изследванията на Б. Петканчин особено по второто направление, както и от неговата по-късна напътствуваща дейност в България се разви цяло геометрично направление – двуосната геометрия и нейните обобщения.
Личните качества на Петканчин са първостепенни. Той е човек с рядка култура, чете непрекъснато, и то най-разнообразни книги. В областта на математиката има обширни и дълбоки познания не само по геометрия, но и от всички други области на математиката. Жив справочник. Мнозина се учудват, че не е толкова плодовит като Обрешков. Не се наемам да обясня причината за това, но ако трудовете му са по-малобройни, „изпипани“ са много добре."
На 25.2.1945 г. проф. Д. Табаков – ръководител на Катедрата по геометрия, моли с доклад Факултетния съвет на Физико-математическия факултет да открие процедура за повишаването на Б. Петканчин в звание „извънреден професор“. Докладчици пред Факултетния съвет отново са проф. д-р Л. Чакалов и проф. д-р Д. Табаков. На тяхното внимание Б. Петканчин е представил следните си трудове:
- Върху диференциалната геометрия на холоморфните роеве прави;
- Върху ориентирането на окръжността в Мьобиусовата геометрия (на немски език, представляваща част от хабилитационната му работа);
- Геометрии и връзки между тях;
- Дължина на окръжност;
- Записки по геометрия.

Предложението за повишаване на Б. Петканчин в извънреден професор е единодушно одобрено от членовете на съвета.
В края на 1956 г. във връзка с новия Закон за висшето образование и Правилника за присъждане на учени степени и звания проф. Петканчин, който е „доктор на природните науки“ при Хамбургския университет, моли да му се признае научната степен „доктор на физико-математическите науки“. Акад. Чакалов посочва, че проф. Петканчин е математик с голяма ерудиция, широко осведомен, който за пръв път издига геометрията в България на съвременно равнище." Съветът на преподавателите взема единодушно решение за присъждане на проф. Б. Петканчин научната степен „доктор на физико-математическите науки“.
Проф. Петканчин е един от първите, които се включват в активното създаване и развитие на Математическия институт на БАН. Още от 1951 г. той е нещатен сътрудник и член на научния съвет на този институт. Едновременно с това започва да изпълнява и длъжността научен секретар на института. Години наред е зам.-секретар на Отделението за физико-математически и технически науки. След създаването на секцията по геометрия и топология в Математическия институт естествено той става неин научен ръководител. През 1961 г. Петканчин става член-кореспондент на БАН. Рецензенти на трудовете му са акад. Л. Чакалов и акад. Н. Обрешков. Препоръките и на двамата са подчертано положителни. В заключението си акад. Н. Обрешков казва: „Проф. Б. Петканчин е най-изтъкнатият наш геометър. Работите му разглеждат основни въпроси от аксиоматиката на геометрията, интегралната геометрия, двуаксиалната геометрия и прочее. В тази област той е дал оригинални и важни приноси, които се оценяват у нас и в чужбина. Те са благоприятно реферирани в математическите реферативни списания и са цитирани в монографиите на Сантало, Блашке, Схоутен и Хадвигер, както и в статии на Евалд и Бенц.“
На 29.12.1966 г. Б. Петканчин е избран за редовен член (академик) на Българската академия на науките по специалността математика – геометрия. При провеждане на тайното гласуване той получава подкрепата на почти 75% от всички гласували академици.
От началото на 1971 г. акад. Б. Петканчин Преминава на основна работа в БАН, като по съвместителство работи и в университета. От 18.1.1971 г. е назначен на постоянната длъжност зам.-секретар на Редакционно-издателския съвет на БАН, впоследствие зам.-председател до 22.1.1982 г. След това въпреки напредналата си възраст (почти 75 години) Б. Петканчин е назначен за редовен професор в Института по математика с Изчислителен център при БАН, на който пост в навечерието на неговата 80-годишнина го заварва внезапната му кончина на 3 март 1987 г.
Гробът му се намира в парцел 39 на Централните софийски гробища.

## Памет
На академик Боян Петканчин е наречена улица в квартал „Студентски град“ в София (Карта).

## Отличия
- 1977 г. – удостоен е със званието „Заслужил деятел на науката“[2]

### Основни трудове
- Аксиомите на проективната геометрия. – СФМД, 14, 1929, 9/10, 354 – 369.
- Бележити математици: 1. Евклид. – СФМД, 17, 1931, 2/3, 104 – 109.
- Някои екстремални задачи в триъгълника. – СФМД, 17, 1931, 265 – 284.
- Бележити математици: 4. Диофант. – СФМД, 18, 1932, 1, 22 – 28.
- Бележити математици: 5. Алкархи. – СФМД, 18, 1932, 2/3, 80 – 86.
- Бележити математици: 7. Леонардо от Пиза. – СФМД, 19, 1933, 1, 22 – 8.
- Христо Г. Данов. – Сборник „Христо Груев Данов (1828 – 1911)“, Пловдив, 1933, 11 – 15.
- Числови системи с две единици. – СФМД, 19, 1933, 2/3, 71 – 80.
- Бележити математици: 9. Виет. – СФМД, 19, 1933, 4/5, 140 – 148.
- Бележити математици: 12. Лайбниц. – СФМД, 21, 1935, 3/4, 138 – 143, 5/6, 188 – 196.
- Zusammenhänge zwischen den Dichten der linearen Unterräume im n-dimensionalen Raum. – Abh. Math. Sem. Univ. Hamburg, 1936, 3/4, 249 – 310.
- Върху гъстотите на линейните пространства в n-измеримото пространство. – Сборник на БАН, XXXII, 1936, 1 – 67.
- Върху понятието посока. – СФМД, 22, 1936, 7/8, 263 – 280; 9/10, 345 – 365.
- Върху писмения държавен изпит по математика за редовни гимназиални учители (сесия през 1938 г.) – СФМД, 23, 1937, 7/8, 252 – 269; 9/10, 340 – 354.
- Бележити математици: 14. Бернулиевците (седемна¬десети и осемнадесети век). – СФМС, 24, 1938, 3/4 115 – 125; 5/6, 176 – 189.
- Върху понятието „ъгъл“. – Юбилеен сборник на ФМД в София, ч. II, 1933, 39 – 47.
- Аксиоматично-изграждане на двуизмеримата геометрия на Möbius. – ГСУ, ФМФ, 36, 1940, 1, 219 – 325.
- Über die Orientierung der Kugel in der Möbius’schen Geometrie. Jb. Dtsch. Math.-Ver., 51, 1941, 2, 124 – 147.
- Геометрии и връзки между тях (встъпителна лекция, 28 октомври 1941 г.) – ГСУ, ФМФ, 38, 1942, 1, 193 – 216.
- Дължина на окръжността. – СФМД, 28, 1942, 5/6, 139 – 161.
- Върху диференциалната геометрия на холоморфните роеве прави. – ГСУ, ФМФ, 40, 1944, 1, 261 – 350; 41, 1945, 1, 1 – 30.
- Общи изотропни роеве прави в евклидовото пространство. – ГСУ, ФМФ, 44, 1948, 1, 357 – 399.
- Върху изотропните роеве прави в елиптичното пространство. – ГСУ, ФМФ, 47, 1950, 1, 93 – 105.
- Върху централната крива на един рой прави с изотропни дирекционни равнини. – ГСУ, ФМФ, 47, 1951, 1, 139 – 155.
- Изометрия между праволинейни повърхнини с изотропни дирекционни равнини. – ГСУ, ФМФ, 47, 1951, 1, 139 – 155.
- Хиперболични роеве прави в двуосната геометрия. – ГСУ, ФМФ, 48, 1954, 1, 33 – 67.
- Изометрия между две повърхнини на Монж. – ИМИ – БАН, 1, 1954; 2, 157 – 170.
- Роеве изотропни прави в елиптичното пространство. – ИМИ – БАН, 1, 1954; 2, 171 – 198.
- Parabolische Regelscharen in der zweiachsigen Geometrie. – Comptes Rendus Acad. Bulg. Sc., 8, 1955, 1, 1 – 4.
- Regelscharen isotroper Geraden in der zweiachsigen Geometrie. – ИМИ-БАН, 2, 1957, 2 135 – 161.
- Параболични роеве прави в двуосната геометрия. – ГСУ, ФМФ, 49, 1956, 1, 49 – 84.
- Върху модела на Ф. Клайн на хиперболичната геометрия в евклидовата геометрия. – ГСУ, ФМФ, 50, 1958, I, II, 97 – 107.
- Геометрично тълкуване на първата основна форма на повърхнините в еквиафинната геометрия. – ГСУ, ФМФ, 52, 1959, 1, 149 – 155.
- Измерване на величините в геометрията. – Физ.-мат. спис, 2, 1959, 1, 83 – 102; 2, 151 – 168; 3, 213 – 238.
- Живот и научно дело на Янош Бойяй. – Физ.-мат. спис., 3, 1960, 1, 113 – 127.
- Вилхелм Блашке (1885 – 1962). – Физ.-мат. спис, 5, 1962, 2, 231 – 233.
- Николай Иванович Лобачевски (1792 – 1856). – Математика, 1, 1962, 10 – 20.
- Математиката у нас през близките години. – Наша Родина, 1962, 2, 18 – 19.
- Аксиоматика на комплексната двумерна Мьобиусова геометрия. – ГСУ, ФМФ, 56, 1963, 1, 85 – 126.
- Международният конгрес на математиците, Стокхолм, 1962. – Физ.-мат. спис, 6, 1963, I, 24 – 30.
- Акад. Любомир Чакалов (1886 – 1963): – Веч. новини, 3742, 16 септември 1963.
- Върху хиперболичните роеве прави в параболичната двуосна геометрия. – ГСУ, МФ, 58, 1965, 171 – 194.
- Основни закони на математическата логика. Проблеми на законите и категориите на дидактиката и логиката. – Институт по философия при БАН, 1965, 97 – 109.
- Über die Begündung der matematischen Sätze. – Found. of Stat. a. Decis., 1965, 211 – 216.
- Научно-теоретични основи на съдържанието на обучението по математика. – Нар. просвета – МНП, 6, 1966, 3 – 9.
- Върху един аналог в нечетномерно проективно пространство на двуосната геометрия. – ГСУ, МФ, 60, 1967, 33 – 60.
- Върху еквиафинната диференциална геометрия на равнинните криви. – ГСУ, МФ, 61, 1968, 29 – 40.
- Развитието на математиката у нас през последните 25 години. – Физ.-мат. спис, 12, 1969, 99 – 111.
- 90-годишнината на проф. Димитър Табаков. Математика и физика, 1970, 2, 57 – 59.

- За някои термини в математиката и физиката. – Физ.-мат. спис, 14, 1971, 2, 103 – 105 (съвм. с Е. Джаков).
- Геометрията в съвременното училище. – Математика и физика, 1971, 3, 9 – 18.
- Втори международен конгрес по математическо образование. – Физ.-мат. спис, 15, 1972, 3, 330 – 335.
- Über die Regelscharen in der parabolischen zweiachsigen Geometrie. – В: Математические структури, вьичислительная математика, математическое моделирование (сборник, посветен на 60-годишнината на акад. Л. Илиев), С, БАН, 1975.
- Двойки роеве прави с общ придружаващ тетраедър в двуосната геометрия. – ГСУ, МФ, 69, 1975, 31 – 44.
- Антон Шоурек (1857 – 1926), Физ.-мат. спис, 19, 1976, 3/4, 240 – 243.
- Математиката в България през първите четири десетилетия след Освобождението. – Обучението по математика, 1978, 3, 33 – 40.
- Двуосна геометрия и нейни обобщения, – В: Школа по геометрия, 1 – 10 октомври, С, 1980.
- Сто години от рождението на проф. д-р Димитър Табаков. – В: Юбилеен сборник „100 години от рождението на проф. д-р Димитър Табаков“, Сливен, 1979, 11 – 18.
- Геометрия. С, 1940, 400 с.
- Проективна геометрия. С, 1945, 576 с.
- Аналитична геометрия. Наука и изкуство, С, 1952, 807 с; II изд. 1961, 843 с, III изд., 1966, 846 с.
- Диференциална геометрия. Наука и изкуство, С, 1955, 820 с; II изд., 1964, 802 с.
- Основи на математиката. Наука и изкуство, С, 1959, 755, с; II изд. 1968, 770 с.
- Лекции по аналитична геометрия за задочното обучение. С, 1949, 892 с.
- Сборник от задачи по математика за кандидат-студенти. Наука и изкуство. С, 1965; II изд., 1970, 462 с; III изд., 1974, IV изд. 1978 (в съавторство).
- Н. И. Лобачевски, живот и научно дело. С, 1963,95 с.
- Основи на българската стенография. Система Габелсбергер—Безеншек. – Министерство на народната просвета, С, 1949 (в съавторство).
- Стенография за VIII и IX клас на общообразователните училища и за I и II курс на стопанските и икономическите техникуми. С, Народна просвета, 1952, 1954 (съвм. с Г.Тръпчев и Ф.Илиев).
- Основи на българската стенография. Система Габелсбергер—Безеншек. С, Народна просвета, 1976 (съвм. с Ф. Илиев).
- Поява и развитие на българската стенография. Сто години българска стенография. С, Наука и изкуство, 1976, 46 – 59 (съвм. с Ф. Илиев).